# Torvaianica
Torvaianica är en frazione i kommunen Pomezia inom storstadsregionen Rom i regionen Lazio i Italien. Nöjesparken Zoomarine är belägen i Torvaianica.
Pavonas skyddspatroner är den obefläckade Jungfru Maria och aposteln Andreas.

## Bilder
| - Kyrkan Beata Vergine Immacolata. - Utgrävning av en romersk villa. |

### Webbkällor
- ”La Frazione di Torvaianica” (på italienska). Italia in dettaglio. Reti e Sistemi S.r.l. Arkiverad från originalet den 8 februari 2020. https://archive.today/20200208004843/http://italia.indettaglio.it/ita/lazio/roma_pomezia_torvaianica.html. Läst 8 februari 2020.